# Gouvernement von Sydow
Pour les articles homonymes, voir Von Sydow.
Gouvernement du royaume de Suède
De Geer fils Branting II
Le gouvernement von Sydow est à la tête du royaume de Suède pendant quelques mois en 1921.

## Histoire
À la suite de la démission du ministre d'État Louis De Geer, le roi Gustave V charge Oscar von Sydow de former un gouvernement jusqu'aux élections législatives qui doivent avoir lieu à l'automne. Ces élections sont remportées par les sociaux-démocrates, ce qui met un terme au gouvernement von Sydow et permet à Hjalmar Branting de revenir au pouvoir.

## Composition
| Portefeuille                          | Titulaire   | Titulaire                                       | Parti |
| ------------------------------------- | ----------- | ----------------------------------------------- | ----- |
| Premier ministre                      |             | Oscar von Sydow                                 | Ind.  |
| Ministre de la Justice                |             | Birger Ekeberg                                  | Ind.  |
| Ministre des Affaires étrangères      |             | Herman Wrangel                                  | Ind.  |
| Ministre des Finances                 |             | Jakob Beskow                                    | Ind.  |
| Ministre de la Défense                |             | Carl-Gustaf Hammarskjöld (jusqu'au 6 juin 1921) | Ind.  |
| Ministre de la Défense                | Otto Lybeck |                                                 | Ind.  |
| Ministre des Affaires sociales        |             | Henning Elmquist                                | Ind.  |
| Ministre des Communications           |             | Walter Murray                                   | Ind.  |
| Ministre des Affaires ecclésiastiques |             | Bengt Bergqvist                                 | Ind.  |
| Ministre de l'Agriculture             |             | Nils Hansson                                    | Ind.  |
| Ministre du Commerce extérieur        |             | Gösta Malm                                      | Ind.  |
| Ministre sans portefeuille            |             | Knut Dahlberg                                   | Ind.  |
| Ministre sans portefeuille            |             | Emil Mårten Ericsson                            | Ind.  |